# Ugyops nemestrinus
Ugyops nemestrinus är en insektsart som beskrevs av Ronald Gordon Fennah 1969. Ugyops nemestrinus ingår i släktet Ugyops och familjen sporrstritar. Inga underarter finns listade i Catalogue of Life.